# Pursuit Force
Pursuit Force (с англ. — «Силы преследования») — видеоигра в жанре Action, выпущенная для карманной консоли седьмого поколения PlayStation Portable 18 ноября 2005 года.

## Сюжет
Всё начинается с новостного сюжета о том, что вымышленный город Capital City терроризируют пять преступных группировок. Преступники значительно превосходят рядовые патрули в числе и вооружении, вследствие чего начальник главного полицейского отделения города решает организовать специальный отряд для борьбы с преступностью. В него вошли офицер Текс (главный герой и единственный игровой персонаж), специально обученный стрельбе, вождению автомобиля и акробатическим трюкам, и Сара Хантер, получившая под начало боевой вертолёт. В начальном ролике можно услышать доносящийся из динамиков голос репортёра: "И как нам следует назвать этот новый отряд?", на что шеф отвечает: "The Pursuit Force!"

## Геймплей
Игра состоит из тридцати миссий, и пяти эпизодов в виде преступных группировок: Capelli family, Warlords, Convicts, Vixens и Killer 66. В каждом эпизоде содержится шесть миссий, каждая третья знаменуется боссом в конце. По ходу выполнения заданий игрок будет повышаться в звании и, к концу игры, будет иметь значок командира.
Игровой процесс поделён на несколько составляющих, преимущественно из которых выделяются погони с перестрелками. Ключевой, можно сказать, элемент геймплея - прыжки с одного транспортного средства на другое. Совершить прыжок можно не только на автомобиль или мотоцикл противника, разрешается захватить любой проезжающий мимо транспорт. Однако, в некоторых миссиях отсутствует возможность покинуть автомобиль, с целью обеспечить ему защиту, либо, напротив, запрещается уничтожать вражеские автомобили и, следовательно, игрок должен захватывать их.
Также, помимо езды, существуют еще два геймплейных направления. Одно из них позволяет игроку вести огонь из ручного пулемёта, установленного на полицейском вертолёте, а другое представляет собой шутер от третьего лица, где игрок может убивать противников или же арестовывать их. Такие моменты встречаются намного реже, чем, непосредственно, погони. Игрок не может самостоятельно сменить направление геймплея, например, выйти из машины на трассу, как в GTA. Открытого мира в игре также нет, все погони ведутся по заданному маршруту, предполагаемые развилки огорожены прозрачными жёлтыми стенками "в стрелочку" (как, например, в серии игр Need for Speed), а дать возможность выйти за пределы трассы могут только нечасто встречающиеся баги.
Другой особенностью геймплея является так называемый индикатор правосудия. За каждое убийство, уничтожение вражеского транспорта или его захват игроку начисляются очки правосудия. При заполненном индикаторе правосудия игрок наносит больше урона, дальше прыгает и может убивать врагов во время прыжка в слоу-мо. Стрельба же по гражданскому или союзническому транспорту а также столкновение с гражданскими снижает баланс индикатора правосудия. Также игрок сам может опустошить индикатор, чтобы пополнить запас здоровья и повысить прочность управляемого транспорта.
Всё вышеперечисленное - режим карьеры. Помимо него игрок может выбрать гонку с бандами, в которой он сам является преступником и необходимость в гонке обуславливается определённой задачей, например, оторваться от полиции или предупредить своего босса о нападении другой банды. Также есть режим гонки на время, где игрок сам выбирает трассу и транспорт, который можно открыть в режиме карьеры.

## Дополнительные возможности
Стоит отметить, что за каждую миссию вам дают отметку, зависящую от того, сколько противников вы уничтожили и причиняли ли вы ущерб гражданским, или нет. Чем выше оценка, тем больше шансов получить бонус в виде чит-кода, или изображения.

## Критика
| Сводный рейтинг | Сводный рейтинг |
| Агрегатор       | Оценка          |
| --------------- | --------------- |
| GameRankings    | 76,17 %         |

Игра была довольно тепло воспринята как игроками, так и игровыми изданиями. Положительные отзывы сводились к тому, что в игре приятная графика и отличный геймплей. Игру ругали за чрезмерно завышенную сложность и отсутствие многопользовательского режима.
IGN: 84/100
GameSpot: 80/100
Страна игр: 85/100